# 4449 Sobinov
4449 Sobinov este un asteroid din centura principală, descoperit pe 3 septembrie 1987 de Liudmila Cernîh.